# Chengdu Open
El Torneig de Chengdu, conegut oficialment com a Chengdu Open, és un torneig de tennis professional que es disputa anualment sobre pista dura al Sichuan International Tennis Center de Chengdu, Xina. Pertany a les sèries 250 del circuit ATP masculí i es disputa entre setembre i octubre. El torneig es va inaugurar l'any 2016 en substitució del torneig de Kuala Lumpur.

## Palmarès

### Individual masculí
| Any  | Campió                                            | Finalista                                         | Resultat                                          |
| ---- | ------------------------------------------------- | ------------------------------------------------- | ------------------------------------------------- |
| 2024 | Shang Juncheng                                    | Lorenzo Musetti                                   | 7−6(4), 6−1                                       |
| 2023 | Alexander Zverev                                  | Roman Safiullin                                   | 6−7(2), 7−6(5), 6−3                               |
| 2022 | Torneig suspès a causa de la pandèmia de COVID-19 | Torneig suspès a causa de la pandèmia de COVID-19 | Torneig suspès a causa de la pandèmia de COVID-19 |
| 2021 | Torneig suspès a causa de la pandèmia de COVID-19 | Torneig suspès a causa de la pandèmia de COVID-19 | Torneig suspès a causa de la pandèmia de COVID-19 |
| 2020 | Torneig suspès a causa de la pandèmia de COVID-19 | Torneig suspès a causa de la pandèmia de COVID-19 | Torneig suspès a causa de la pandèmia de COVID-19 |
| 2019 | Pablo Carreño Busta                               | Alexander Bublik                                  | 6−7(5), 6−4, 7−6(3)                               |
| 2018 | Bernard Tomic                                     | Fabio Fognini                                     | 6−1, 3−6, 7−6(7)                                  |
| 2017 | Denis Istomin                                     | Markos Bagdatís                                   | 3−2, retirada                                     |
| 2016 | Karén Khatxànov                                   | Albert Ramos Viñolas                              | 6−7(4), 7−6(3), 6−3                               |

### Dobles masculins
| Any  | Campions                                          | Finalistes                                        | Resultat                                          |
| ---- | ------------------------------------------------- | ------------------------------------------------- | ------------------------------------------------- |
| 2024 | Sadio Doumbia Fabien Reboul (2)                   | Yuki Bhambri Albano Olivetti                      | 6−4, 4−6, [10−4]                                  |
| 2023 | Sadio Doumbia Fabien Reboul                       | Francisco Cabral Rafael Matos                     | 4−6, 7−5, [10−7]                                  |
| 2022 | Torneig suspès a causa de la pandèmia de COVID-19 | Torneig suspès a causa de la pandèmia de COVID-19 | Torneig suspès a causa de la pandèmia de COVID-19 |
| 2021 | Torneig suspès a causa de la pandèmia de COVID-19 | Torneig suspès a causa de la pandèmia de COVID-19 | Torneig suspès a causa de la pandèmia de COVID-19 |
| 2020 | Torneig suspès a causa de la pandèmia de COVID-19 | Torneig suspès a causa de la pandèmia de COVID-19 | Torneig suspès a causa de la pandèmia de COVID-19 |
| 2019 | Nikola Čačić Dušan Lajović                        | Jonathan Erlich Fabrice Martin                    | 7−6(9), 3−6, [10−3]                               |
| 2018 | Ivan Dodig Mate Pavić                             | Austin Krajicek Jeevan Nedunchezhiyan             | 6−2, 6−4                                          |
| 2017 | Jonathan Erlich Aisam-ul-Haq Qureshi              | Marcus Daniell Marcelo Demoliner                  | 6−3, 7−6(3)                                       |
| 2016 | Raven Klaasen Rajeev Ram                          | Pablo Carreño Busta Mariusz Fyrstenberg           | 7−6(2), 7−5                                       |